# Lubożerdzie (przystanek kolejowy)
Lubożerdzie (biał. Любажэрдзе, ros. Любожердье) – przystanek kolejowy w miejscowości Łuniniec, w rejonie łuninieckim, w obwodzie brzeskim, na Białorusi. Leży na linii Homel - Łuniniec - Żabinka. Nazwa pochodzi od położonej o 4,1 km od przystanku wsi Lubożerdzie.